# Wings Hauser
Pour les articles homonymes, voir Hauser.
Wings Hauser, né le 12 décembre 1947 à Hollywood, Los Angeles, Californie, États-Unis, et mort le 15 mars 2025 à Santa Monica, Californie, États-Unis, est un acteur, réalisateur, compositeur, scénariste et producteur américain.

## Biographie
Fils de Dwight Hauser, il naît dans une maternité d'Hollywood. Il est marié avec l'actrice et réalisatrice Cali Lili Hauser. D'un premier mariage, il a Cole Hauser (également acteur).
Depuis 1967, Wings Hauser jou une centaine de personnages pour le cinéma et la télévision.
La maladie pulmonaire obstructive chronique entraîne une détérioration de la santé de Wings Hauser, qui doit recourir à l'assistance respiratoire grâce à des bouteilles d'oxygène au cours de ses dernières années. Wings Hauser est décédé à Santa Monica en Californie, de causes naturelles le 15 mars 2025.

## Filmographie

### En tant qu'acteur

#### Cinéma
- 1967 : Chef de patrouille (First to Fight) : Ragan (non crédité)
- 1978 : Les Guerriers de l'enfer (Who'll Stop the Rain) : Le chauffeur de la Marine
- 1982 : La Descente aux enfers (Vice Squad) : Ramrod
- 1982 : Maîtresse de maison (Homework) : Reddog
- 1983 : Règlement de comptes (Deadly Force) : Stoney Cooper
- 1984 : Mutant : Josh Cameron
- 1984 : A Soldier's Story : Le lieutenant Byrd
- 1986 : Class 89 (3:15) : M. Havilland (non crédité)
- 1986 : Jo Jo Dancer, Your Life Is Calling : Cliff
- 1986 : Hostage : Le major Sam Striker
- 1987 : Les vrais durs ne dansent pas (Tough Guys Don't Dance) : Le capitaine Alvin Luther Regency
- 1987 : Vengeance totale (No Safe Haven) : Clete Harris
- 1988 : Dead Man Walking : John Luger
- 1988 : Panique sur la ville (Nightmare at Noon) : Ken Griffiths
- 1988 : Le Charpentier (The Carpenter) : Carpenter
- 1989 : Le Dernier Assaut (The Siege of Firebase Gloria) : Le caporal Joseph L. DiNardo
- 1989 : L.A. Bounty : Cavanaugh
- 1989 : Désir mortel (Bedroom Eyes II) : Harry Ross (vidéo)
- 1989 : Une raison pour mourir (Reason to Die) : Elliot Canner (vidéo)
- 1990 : Coldfire : Lars
- 1990 : S.Q.U.A.D. : police de l'ombre (Street Asylum) : Le sergent Arliss Ryder
- 1990 : Massacre dans l'ascenseur (Out of Sight, Out of Mind) : Victor Lundgren
- 1990 : Pale Blood : Van Vandameer
- 1990 : Living to Die : Nick Carpenter
- 1991 : Machination (Frame Up) : Ralph Baker
- 1991 : Dar l'invincible 2 : La Porte du temps (Beastmaster 2: Through the Portal of Time) : Arklon
- 1991 : The Art of Dying : Jack
- 1991 : In Between : Jack Maxwell
- 1992 : Cover Up (Frame-Up II: The Cover-Up ou en vidéo, Deadly Conspiracy) : Le shérif Ralph Baker (vidéo)
- 1992 : Exiled in America : Fred Jenkins
- 1994 : Les Proies : Le Carnage (Watchers 3) : Ferguson
- 1994 : Skin Gang (Skins) : Joe Joiner
- 1995 : Victim of Desire  : Leland Duvall (vidéo)
- 1995 : Tales from the Hood : Strom
- 1995 : Guns and Lipstick : Michael (vidéo)
- 1996 : Original Gangstas : Michael Casey
- 1999 : Life Among the Cannibals : Vince
- 1999 : Révélations (The Insider) : L'avocat spécialisé en tabac
- 2000 : Clean and Narrow : Le shérif Brand
- 2004 : Irish Eyes : Kevin Kilpatrick
- 2007 : The Stone Angel : Bram âgé
- 2010 : Rubber : L'homme en chaise roulante

#### Télévision
- 1984 : Rick Hunter : Jimmy Jo Walker (saison 1 épisode 8)
- 1985 : L'Agence tous risques : Karl Ludwig (saison 3 épisode 15)
- 1985 : Supercopter (Airwolf) : Harlan Jenkins (saison 3 épisode 2)
- 1985 : Les Feux de l'été (The Long, Hot Summer) : Wilson Mahood
- 1990 : Freddy, le cauchemar de vos nuits (Freddy's Nightmares) : Sonny (saison 2 épisode 14)
- 1992-1993 : Roseanne : Ty Tilden
- 1995 : Kung fu, la légende continue (Kung Fu: The Legend Continues) : Damon (saison 3 épisode 21)
- 1996 : JAG : J.D. Gold (saison 1 épisode 11)
- 2003 : Le Cartel (Kingpin) : Doug Duffy
- 2003 : Les Experts : Miami (CSI: Miami) : Ron Elner (saison 2 épisode 7)
- 2005 : New York 911 (Third Watch) : Tommy Mack (saison 6 épisode 11)
- 2005 : Dr House : Michael Ryan (saison 2 épisode 7)
- 2006 : Monk : Cobb (saison 4 épisode 16)
- 2007 : Cold Case : Affaires classées (Cold Case) : Red Buckley de 2007 (saison 5 épisode 9)
- 2008 : Bones : Lenny Fitz (saison 3 épisode 10)
- 2008 : Saving Grace : Ed Guthrie (saison 2 épisode 5)
- 2009 : Mentalist (The Mentalist) : A.P. Caid (saison 1 épisode 13)
- 2010 : Esprits criminels (Criminal Minds) : Le shérif Rhodes (saison 5 épisode 21)
- 2010 : The Defenders : Paul Dennis (saison 1 épisode 10)
- 2013 : Les Experts (CSI: Las Vegas) : Tony Lash (saison 13 épisode 19)
- 2015 : Hawaii 5-0 (Hawaii Five-0) : Walter Russell (saison 5 épisode 12)
- 2016 : Rizzoli and Isles : L'inspecteur Mark McFadden (saison 6 épisode 18)
- 2016 : Castle : Jack Flanagan (saison 8 épisode 15)

### En tant que réalisateur
- 1990 : Coldfire
- 1991 : Living to Die
- 1991 : The Art of Dying
- 1994 : Skin Gang

### En tant que compositeur
- 1982 : La Descente aux enfers
- 1994 : Skin Gang
- 2007 : The Stone Angel

### En tant que scénariste
- 1983 : Retour vers l'enfer (Uncommon Valor)
- 1987 : Vengeance totale
- 1994 : Skin Gang

### En tant que producteur
- 1983 : Retour vers l'enfer (Uncommon Valor)
- 1994 : Skin Gang